# Degraded Faces
Degraded Faces ist das Debütalbum der schwedischen Synthiepop-Band Elegant Machinery. Es wurde im Jahr 1991 auf Energy Rekords veröffentlicht.
Das Album wurde im Sommer des Jahres 1990 durch den Produzenten Jonas Warnebring, einem früheren Mitglied der Band French Revolution, in Holkya aufgenommen (außer den Titeln Safety In Mind und A Little Sacrifice , die von einer früheren Demo stammten und im Rogers Studio aufgenommen wurden). Das Coverfoto stammt von Fabio Chiarato und zeigt zwei Maskierte beim Karneval in Venedig.
Die Musik auf Degraded Faces ist melodischer Synthpop, der sehr vom britischen Pop der 1980er Jahre beeinflusst ist. Die Produktion ist weniger glatt als auf späteren Alben von Elegant Machinery.

## Titelliste
1. Safety In Mind (LP Version)
2. Strange Behaviour
3. A Decade Of Thoughts
4. State Of The Nation
5. Process
6. Approaching Forces
7. Degraded Faces
8. Black Town
9. Thing's I'm Saying
10. A Little Sacrifice (7" Version)

## Single-Auskopplungen
- Safety In Mind (1991) – Dieses Lied wurde schon 1989 im Rogers Studio aufgenommen und für das Album in Holkya neu gemixt. Die erste Version wurde auf einem Vorgängerlabel von Energy Rekords herausgebracht.
- Process (1992) – Das Lied wurde von Energy Records als Single herausgegeben und vom spanischen Label Kong Records neu aufgenommen. In dieser Version erreichte sie Platz 5 in den offiziellen spanischen Charts. Auf dem Cover war eine venezianische Karnevalsmaske vor schwarz-lila Hintergrund zu sehen.

## Rezensionen
- Jason Baker von synthpop.net schrieb in seinem Review: Fans der frühen Erasure und Anything Box werden dieses Album genießen.[1]